# Medicina física y rehabilitación

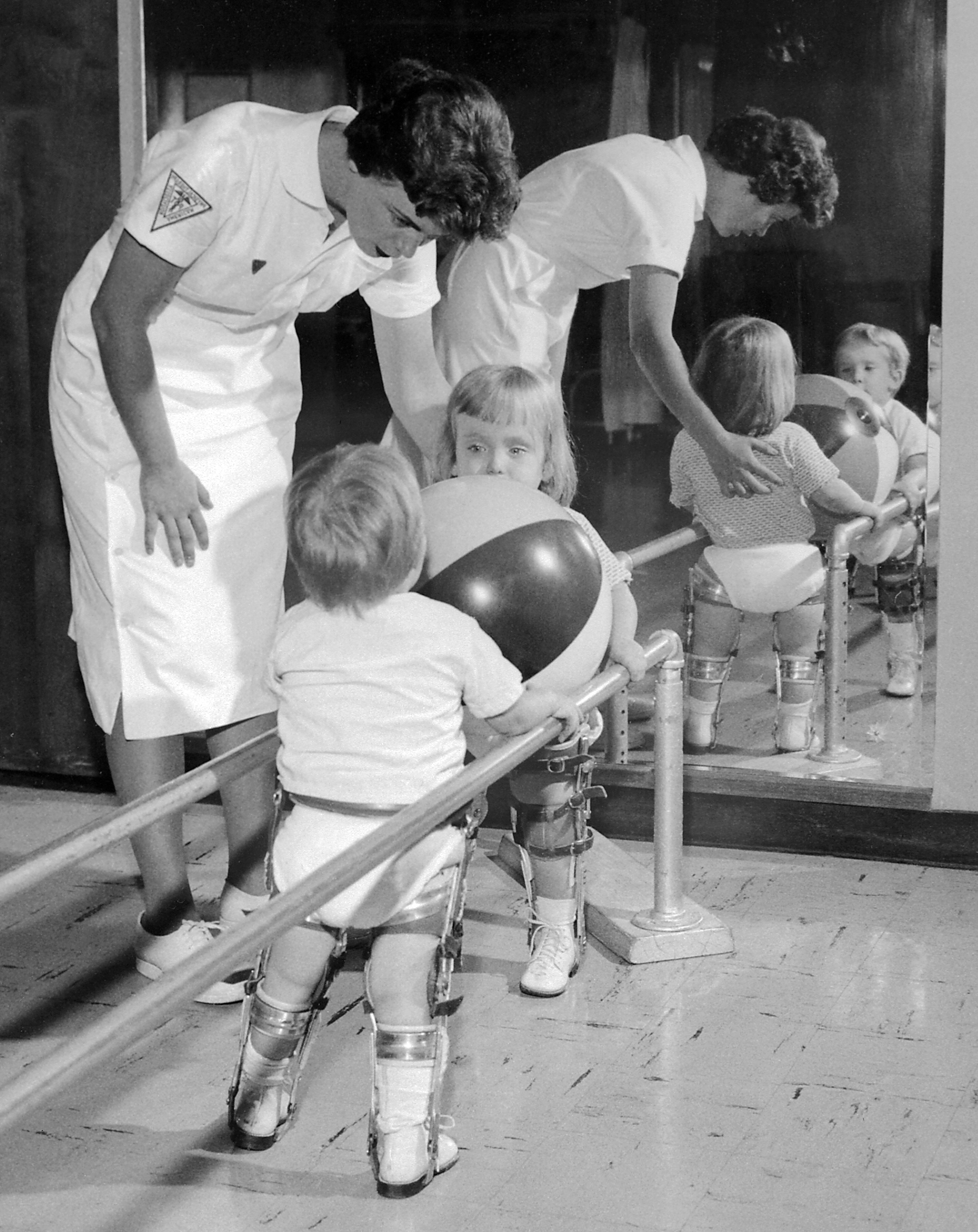
Un bebé con una enfermedad realizando un ejercicio en compañía de un adulto.

La medicina física y rehabilitación, también llamada fisiatría, es una especialidad médica que se ocupa del diagnóstico de los pacientes con una enfermedad, un trastorno físico o una lesión que deteriora las funciones fisiológicas normales.
Comprende el estudio, detección y diagnóstico, prevención y tratamiento clínico o quirúrgico de los enfermos con procesos discapacitantes.

## Definiciones
La sección de medicina física y rehabilitación (MFR) de la Unión Europea de Médicos Especialistas (UEMS), en su cometido de normalización y homologación internacional versa su doctrina científica y su hacer humanístico en dos contextos, el de la prevención y curación a través de la Medicina Física. De esta manera, esta especialidad tiene una entidad propia que la hace distinta e independiente de las demás, tipificada legalmente, socialmente reconocida y con un ámbito internacional de aceptación que determina que la especialidad de Medicina Física y Rehabilitación esté unánimemente reconocida en el ámbito de la Unión Europea.
En el Ministerio de Sanidad y Consumo de España, Medicina Física y Rehabilitación (en adelante MFR) se define como la especialidad médica que participa  del diagnóstico y evaluación de la incapacidad, encaminados a facilitar el mayor grado de capacidad funcional e independencia posibles.

## Historia
La medicina física es una especialidad de la medicina nueva, pero tiene un origen similar a la fisioterapia, la cual se basa en momentos claves de la historia de la medicina general. 

### Antigüedad
El comienzo de la medicina debe buscarse desde la prehistoria. El hombre primitivo reaccionaba de forma instintiva con actuaciones como el frotamiento enérgico de una zona dolorida o la aplicación  de calor o frío que la naturaleza ponía a su alcance.
Los primeros testimonios escritos de la medicina física aparecen en China sobre el 2700 a. C. El Kong Fou es el escrito más antiguo conocido sobre ejercicio terapéutico y masaje. Se basaba en posiciones y movimientos.
La terapéutica védica hindú (1800 a. C.) recurría también a la práctica de masajes y ejercicios y a los poderes saludables del aire, el agua y el sol.

### Grecia Antigua
Hacia el 900 a. C. se erigen múltiples templos dedicados al dios Asclepio en lugares cercanos a manantiales. A estos templos se enviaba a enfermos difíciles de curar, y en sus alrededores había gimnasio, teatros, baños, jardines y lugares para reposo y tratamiento de los pacientes.
Las medidas terapéuticas estaban basadas en los ejercicios físicos, la hidroterapia y el masaje. No solo eran utilizadas en forma higiénica o purificadora sino para preparación para las competiciones atléticas.
Hipócrates (460-380 a. C.) tuvo una concepción de la terapéutica se basaba en el empleo de medios físicos, higiénicos y dietéticos. De esta forma, el ejercicio, la gimnasia, el masaje y la dieta eran los medios para mantenerse saludable.
El Corpus hippocraticum recomienda el uso de agua fría frente a los dolores articulares de la gota y las contracturas musculares así como los baños marinos en eccemas y heridas. La palabra ejercicio aparece a menudo, si bien en su mayor parte referida al aspecto higiénico. En el libro de las articulaciones se enumeran pautas frente a la debilidad muscular y para la mejora de las desavenencias mentales, se recomiendan paseos y se advierte el efecto del ejercicio extenuante.

### Roma Antigua
Entre los métodos gimnásticos los romanos incluyeron el hidromasaje, los estiramientos, y los movimientos asistidos con posos y poleas. El ejercicio moderado era considerado como valioso.
En los primeros tiempos de la era romana se practicaba principalmente una medicina empírica, cuya terapéutica era exclusivamente medicamentosa. Frente a esta destacan Asclepíades (siglo I a. C.) creador de la escuela metódica que rechaza los medicamentos y propone la dieta, masaje, hidroterapia y ejercicios físicos, junto con la marcha y carrera. 
Con la incorporación del pensamiento griego a la civilización romana se vuelve a introducir la dieta, la hidroterapia y el ejercicio físico para establecer razonadamente las indicaciones y el modo de acción de esta terapéutica.
En los escritos de Galeno (129-201) se encuentran clasificaciones de los ejercicios y del masaje según su vigor, duración y frecuencia, así como descripciones del empleo de aparatos diversos y de la parte del cuerpo que interviene al utilizarlos.
Los baños comunitarios existían desde los tiempos de Catón, hacia el 200 a. C., pero los grandes establecimientos termales proceden de la época imperial. Las termas de Caracalla y Diocleciano contaban con estanques de paredes de mármol capaces de albergar entre 1.600 y 3.000 bañistas respectivamente durante 5 horas.
Las termas solían estar constituidas por:
- Un pórtico que daba paso al apoditerium
- El unctuarium (se untaban pomadas y perfumes)
- Baptisterium (abluciones higiénicas)
- Frigidarium (piscinas con agua fría)
- Calidarium (piscinas con agua caliente o fría)
- Sudatarium (sauna)
- Tepidarium (baño templado)
- Plantanone o spheristeria (masajes)

También tuvieron gran importancia los baños marítimos. Los romanos utilizaban el sol, el aire y el mar, y aprovechaban el clima para el tratamiento de múltiples procesos. El médico Celio Aureliano (siglo V) fue un ardiente defensor de la luz solar como agente curativo (helioterapia), enuncio conceptos como la hidrogimnasia, la suspensionterapia o la poleoterapia.
En la época justiniana destaca Alejandro de Tralles, que continuó la fuerza sanadora de la naturaleza. Empleó las curas climáticas y la hidroterapia y se opuso al abuso de fármacos y a las curas drásticas.

### Edad Media
Con el Cristianismo comienza la decadencia de la gimnasia. Teodosio pone fin a las prácticas gimnásticas populares y suprime los juegos olímpicos (año 394). La medicina pasó a manos de los monjes, para quienes el cuidado del alma tenía preferencia sobre el del cuerpo.
En la edad media persistió la farmacoterapia y la hidroterapia, mientras que el ejercicio físico era practicado exclusivamente por la nobleza y los primados eclesiásticos como diversión o para prepararse para la caza y la lucha.
Los árabes mantuvieron viva la medicina griega y romana por traducciones sirias y hebreas. Con ellos vuelve a valorarse la práctica de ejercicios físicos y la balneoterapia y se crean las casas de baños, lugares donde tras aplicaciones hidroterápicas se recibían fricciones con lodos y tierras, así como atención médica. Los baños árabes se convierten en un factor cultural y social.
Desgraciadamente este resurgir de la ciencia médica propiciado por los árabes quedó interrumpido cuando la peste negra irrumpió en Europa.

### Renacimiento
La medicina renacentista inició el derrocamiento de la antropología galénica, aceptada como verdad irrefutable en la época medieval. En esta época se retoma el interés por la actividad muscular. Leonardo Da Vinci tuvo un gran interés por la anatomía, la cual fue revolucionada por Andreas Vesalius (1515-1564) quien basándose en disecciones humanas escribe su obra De humani corporis fabrica libri septem en 1543.
La influencia de Petro Vergerio (1349-1428) sobre Vitorino Feltra (1378-1446), profesor de la Universidad de Padua, produjo la reintroducción del ejercicio físico a la educación (hidroterapia, natación y ejercicio) y volvió a florecer el desarrollo armónico de cuerpo y espíritu.
La segunda mitad del siglo XV tuvo gran estimulación de actividad intelectual y se inventó la imprenta con lo que empezaron a aparecer clásicos griegos y romanos con lo que se redescubre la terapéutica hipocrática y galena.
Durante el siglo XVI surge interés por la perfección física y las formas corporales lo que produce una renovación en los estudios anatómicos, y en consecuencia del ejercicio terapéutico. En 1553 el médico Cristóbal Méndez en esta época escribe su Libro del exercicio, siendo el autor del primer tratado sobre ejercicio terapéutico donde se establecen conceptos sobre el modo correcto de realizar ejercicios y se valoran distintas modalidades deportivas relacionadas con la edad, sexo y condición social. El primer tratado que constituye el eslabón entre la educación física y la griega fue el hecho por Hieronymus Mercurialis llamado De arte Gymnastica en 1573 donde se redacta las indicaciones, contraindicaciones, instrucciones, lugares, tiempos y modos de realizar ejercicios incluyendo natación, navegación, lucha, saltos y equitación.
Aunque existen referencias en cuanto al empleo de descargas eléctricas del pez torpedo en el tratamiento de algias y gota, la primera aportación sobre fenómenos eléctricos se debe a Tales de Mileto (600 a. C.) hasta el siglo XVI. No fue hasta el siglo XVI cuando William Gilbert, médico de la reina de Inglaterra, publica De magnete magnetisque corpuribus donde se establecen diferencias entre electricidad y magnetismo.

### Siglo XVII
Durante el siglo XVII, bajo la influencia de la mecánica de Galileo y las teorías de Descartes, se intenta concebir de un modo enteramente mecánico la actividad del cuerpo humano. Giovanni Alfonso Borelli (1608-1679) intenta describir en su libro De motu animalium el funcionamiento muscular mediante tensiones, fuerzas y leyes de palanca basándose en principios mecánicos aplicados a movimientos animales.
Con Tomas Sydenham (1624-1498) considerado el más notable médico de la medicina inglesa, se recupera el hipocratismo y su fe en la naturaleza como «fuerza vital», así como la acción curativa de los agentes físicos naturales y remedios sencillos en su obra Procesus integri.
Aunque el primer tratado de balneoterapia escrito por Giovanni Michele Savonarola De balneis et termis fue publicado en Ferrara en 1485, es durante el siglo XVII cuando se establecen las bases de la moderna hidrología médica. En 1697 aparece en España la primera obra escrita de hidrología por Alfonso Limón Montero llamada Espejo cristalino de las aguas de España, que consta de cuatro libros en donde se describen las propiedades de las aguas de 52 manantiales españoles y se examina el valor higiénico y medicinal de los baños de agua simple y las cualidades terapéuticas de los baños complejos

### Ilustración
Los estudios de Borelli influyeron en los médicos del siglo XVIII, quienes pensaban en el movimiento como la expresión inmediata de la vida. Entre ellos, Federicus Hoffmann fue quien más hizo para restablecer la importancia del ejercicio físico en la higiene, en el tratamiento y en la vida diaria. Durante esta época empezaron a realizarse los primeros estudios fisiológicos serios acerca del ejercicio terapéutico. Nicolas Andry escribe una tesis en 1723 titulada «¿Es el ejercicio moderado el mejor medio para conservar la salud?». Joseph Clement Tissot (1750-1826) publica un libro llamado Gymnastique medicinale et chirugicale, muy parecido a los actuales, donde rompe con la doctrina clásica al recomendar la movilidad a pacientes quirúrgicos y menciona el masaje empleado de modo reglado según distintas afecciones, insistiendo en el conocimiento de la anatomía para prescribir ejercicios terapéuticos y analiza los movimientos de actividades manuales y artesanales.
La física da importantes pasos en este siglo, surgieron nuevos conocimientos de acústica, termología y fenómenos eléctricos. Durante el último cuarto de siglo se multiplicaron los estudios sobre la naturaleza de la electricidad, la botella de Leyden permitió conservar la electricidad para su uso posterior; Benjamin Franklin enunció el principio de conservación de la electricidad y la naturaleza del relámpago; John Walsh demostró la identidad de la corriente eléctrica del pez torpedo y de la botella de Leyden, y Cavendish y Coulomb establecieron las medidas entre las corrientes eléctricas. Los estudios más relevantes sin duda fueron los de Luigi Galvani y Alessandro Volta quienes descubrieron diversas pruebas de que la electricidad es capaz de causar contracción muscular.
Las ideas naturalistas de numerosos filósofos ilustrados influyeron sobre los médicos de la época, que reconocieron las ventajas saludables de la vida al aire libre y del ejercicio moderado, así como de las acciones curativas del agua. La hidroterapia, uno de los aspectos importantes de la terapéutica hipocrática, gozó en el siglo XVIII de un gran auge en toda Europa en sus diferentes formas. En este sentido, algunos médicos como Jonh Floyer, Vicente Pérez o von Hildebrandt dedicaron sus esfuerzos a resaltar las posibilidades terapéuticas del agua. En Alemania Sigmund Hanh (1696-1773) y su hijo Johan S. Hanh fueron en contra de lo clásico al administrar agua a los pacientes febriles, tanto tomada como externa fría. Christoph Hufeland (1762-1836), médico no hipocrático alemán, destaca la importancia del baño marino y la helioterapia para pacientes tuberculosos. En España Pedro Gómez de Bedoya publicó la Historia universal de las fuentes minerales de España en la que se enumeran propiedades de 214 manantiales.
A finales de este siglo vuelve a retomarse el interés por la propiedades terapéuticas de la luz solar, gracias a los esfuerzos de hombres como Poncet, Faure, Leretre, Leconte y Richard Russell. Se realizaron diversos estudios sobre el tratamiento por el clima, tanto general como considerando sus componentes de aire y viento. Del aire se estudió sus propiedades físicas y su relación con la aparición o persistencia de determinadas enfermedades, así como su papel en la evolución de heridas quirúrgicas.

### Siglo XIX
Entre los iniciadores de la gimnasia moderna está Francisco Amorós, cuya obra Tratado de educación gimnástica y moral gozó de enorme éxito en toda Europa. Una gran parte del desarrollo rápido del movimiento de la gimnasia se debe a Per Henrik Ling (1776-1839), fundador del Instituto Gimnástico Central de Estocolmo, cuya tesis era la «perfección física y moral» del ciudadano mediante el ejercicio físico. Su gran aportación consistió en introducir la sistemática en el ejercicio, dosificación e instrucciones detalladas. Ling dividió la gimnasia en 4 ramas: pedagógica, médica, militar y estética. Aunque no dejó una obra escrita, sus tratados fueron dados a conocer por su discípulos Liedbek y Georgii en Fundamentos generales de gimnasia en 1840 donde se incluye el término kinesioterapia, entendiendo como tal la noción general de ejercicios metódicos que ejecuta el enfermo solo, por prescripción médica, el terapeuta de un paciente pasivo, o el terapeuta y paciente juntos.
El sistema de Ling de ejercicios necesitaba una continua atención personal del terapeuta. Gustav Zander llegó a la conclusión de que con palancas, poleas y pesas (mecanoterapia) podían ofrecer a la vez resistencia y asistencia, eliminando al terapeuta, salvo para lograr que el paciente comenzara el tratamiento y para una supervisión periódica. Weir Mitchell fue quien trasladó los conocimientos de la gimnasia europea a las universidades de los Estados Unidos.
A raíz del descubrimiento de Galvani y Volta, muchos autores comenzaron a publicar sobre curaciones mediante galvanismo. Tras el descubrimiento de la inducción eléctrica por Michael Faraday en 1831, este tipo de electricidad se incorporó a la terapéutica. Poco después, Douchene de Boulogne (1806-1875) subrayó el hecho de que ciertos músculos paralizados conservan excitabilidad por corriente farádica, mientras que otros lo perdían. A partir de esto podía diferenciarse entre parálisis central y periférica, lo que condujo a la aplicación práctica del electrodiagnóstico. A finales de siglo Jaques-Arsène d'Arsonval comenzó a realizar aplicaciones de corrientes de alta frecuencia determinando la importancia de la tensión y la intensidad. Demostró la inexcitabilidad neuromuscular y la producción de calor profundo en este tipo de corrientes.
El recurso a las fuerzas macrosómicas (el aire, el agua la tierra y la luz solar) propició la sistematización de la hidroterapia y las curas termales. Anton Sebastian Kneipp (1821-1897), párroco alemán, fue uno de los grandes impulsores de la hidroterapia. Las aplicaciones más empleadas fueron los chorros, baños fríos, vapor y lavados calientes, así como plantas medicinales. Su método fue llamado «cura de Kneipp». Wilhelm Winternitz (1835-1917), médico vienés, consolidó la hidroterapia como ciencia médica, sentando sus bases fisiológicas y estableciendo sus indicaciones, lo que propició que se introdujera en la enseñanza universitaria.
Dowen y Blunot demostraron que la radiación solar era capaz de destruir ciertas bacterias que propiciaban algunas infecciones, lo que proporcionó a la helioterapia un apoyo científico. Pero el empleo de la luz solar como terapéutica fue popularizado por Arnold Rikli, quien diseñó un sanatorio en Austria y obtuvo grandes resultados. A principios del siguiente siglo, Benhard y Rollier realizaron trabajos que contribuyeron a sustentar la helioterapia con cimientos científicos.
La práctica del masaje resurgió gracias a Johan Georg Metzger (1838-1913), quien publicó a finales del siglo XIX los métodos de Ling aplicados a la medicina en su libro Tratado de las luxaciones del pie por medio del masaje, que tuvo gran éxito. Clasificó el masaje en fricción suave, fricción, amasamiento y golpeteos. Lucas Championiere introdujo el masaje y la necesidad de movilidad precoz en fracturas y secuelas.
La inducción electromagnética de Faraday fue llevada a términos matemáticos por James Clerk Maxwell (1831-1879), quien enunció las ecuaciones que rigen los fenómenos electromagnéticos y luminosos. La mecánica tradicional, edificada por Newton y Galileo, fue puesta en duda por las demostraciones de Heinrich Rudolf Hertz (1857-1894) y Henri Poincaré (1854-1912) sobre la propagación de las ondas electromagnéticas. Se establecieron en esta época los principios de termodinámica y fueron incorporándose a los tratamientos radiaciones electromagnéticas, ultravioleta e infrarroja producidas de forma artificial.
Apareció el sistema de manipulaciones vertebrales (quiropraxia) ideado por Daniel Palmer y la doctrina de la osteopatía de Andrew Taylor Still.

### Siglo XX
El estallido de la Primera Guerra Mundial hizo que se incrementara el uso de los ejercicios físicos para rehabilitación en los hospitales militares de los países contendientes.
En los Estados Unidos W. G. Wright desarrolló técnicas cinesiterápicas, especialmente en el entrenamiento de los parapléjicos para caminar sobre muletas valiéndose de las extremidades superiores. C. L. Lowman desarrolló la hidrocinesiterapia como término y como método.
En Alemania después de la Primera Guerra Mundial cambió la actitud hacia los ejércitos, dándosele cada vez más importancia a la relajación. De esta manera se insistió en que se incluyeran ejercicios de relajación en los programas terapéuticos.
A partir de los conceptos de inervación e inhibición recíproca, Sherrington introdujo los reflejos normales y patológicos en la terapia con ejercicios. Herman Kabat utilizó el reflejo de extensión, flexión y tónico y dio a su método el nombre de «facilitación propioceptiva».
Respecto a los ejercicios terapéuticos, Thomas DeLorme ideó un método de dosificación sistémica del esfuerzo «ejercicios de resistencias progresivas», el cual obtuvo amplia y rápida aceptación.
La medida más revolucionaria en la movilización terapéutica, durante este siglo, fue la movilización precoz de pacientes después de una intervención quirúrgica mayor, propuesta por Leithauser.
En principios del siglo, distintas escuelas europeas, americanas y orientales (principalmente de China y Japón) establecieron definitivamente las bases actuales del masaje y se distinguieron diversos métodos y técnicas terapéuticas, como fueron las siguientes:
- Masaje terapéutico.
- Masaje reflejo.
- Masaje quiropráctico.
- Masaje deportivo.
- Automasajes.

En 1952 Gertrude Beard realizó una descripción y definición del masaje cardiaco donde se establecen las tendencias actuales del masaje para provocar efectos en sistemas específicos como son:
- Nervioso.
- Musculoesquelético.
- Sanguíneo.
- Linfático.
- En todo el organismo en general.

En 1917 Paul Langevin construyó el primer equipo de ultrasonidos basado en la piezoelectricidad, observando efectos biológicos de estas vibraciones de alta frecuencia. En 1936 Dolhmann construyó el primer equipo de ultrasonidos aplicable en medicina. Se comenzó a tratar enfermos con otosclerosis, cicatrices cutáneas y neuralgias. En 1939 tuvo lugar primer Congreso Internacional de Ultrasonidos en Erlangen (Alemania).
Whitney introdujo la diatermia por onda corta en 1910 y la hipertermia en 1928. En ese mismo año, Esau y Schliephake iniciaron la radioterapia[cita requerida].
En 1929 el electrodiagnóstico fue perfeccionado por Adrian y Bronk con la aguja coaxial, base de la electromiografia actual.
En 1917 Albert Einstein describió el fenómeno teórico de la emisión estimulada y en 1951 Pourcell y Pound lo realizaron experimentalmente. A partir de estos descubrimientos y de las experiencias de científicos como Weber, Gordon, Zeiger y Tornes, Maiman construyó en 1960 el primer láser de rubí; de este modo la láserterapia se incorporó al campo de la terapéutica por agentes físicos.
El notable desarrollo científico y tecnológico de este siglo ha contribuido a la aparición de nuevas formas de tratamiento (láserterapia, magnetoterapia), así como al perfeccionamiento de las formas de tratamiento ya existentes.

## Fundamentos y competencias
Es una especialidad que actúa de intermediarios entre los médicos especialistas y los fisioterapeutas, Según el Ministerio de Sanidad y Consumo de España, la especialidad se configura como un servicio a la sociedad y al interés de esta por el estado de salud y la discapacidad de las personas. A este respecto el ejercicio profesional del MFR toma en consideración la dignidad humana y desarrolla su actividad asistencial con criterios éticos y deontológicos. La formación del MFR tiene como objetivo obtener los conocimientos, técnicas, habilidades, actitudes y responsabilidades necesarias para que sin perjuicio de la necesaria actualización de conocimientos, otorgue a los ciudadanos una prestación sanitaria especializada en términos de calidad, seguridad y eficiencia. El médico especialista en MFR fundamenta sus actividades asistenciales en la investigación científica y en la evidencia probada. Este especialista procura aportar la suficiente y adecuada información para que la persona pueda participar razonadamente, según las diversas opciones, en la decisión de su proceso asistencial y sociosanitario. El nivel y competencias profesionales del especialista en MFR se caracterizan por:
Una aproximación holística hacia personas de todas las edades, con lesiones agudas o crónicas o con discapacidad permanente o transitoria. Sus actividades se centran fundamentalmente, en las enfermedades y problemas que afectan a los sistemas musculoesquelético, neurológico, cardíaco y vascular, respiratorio y endocrino, abordando asimismo disfunciones urogenitales, por dolor y cáncer, por quemaduras, trasplantes y amputaciones. A este respecto, el Médico Especialista en MFR sigue y desarrolla en los correspondientes servicios hospitalarios, un proceso asistencial que consiste en la prevención y evaluación de pacientes.
Los especialistas en medicina física y rehabilitación promocionan la salud con el uso de medios farmacológicos y de ayudas técnicas en donde se incluyen las ortoprótesis de uso externos. externo. 